# National Security Medal

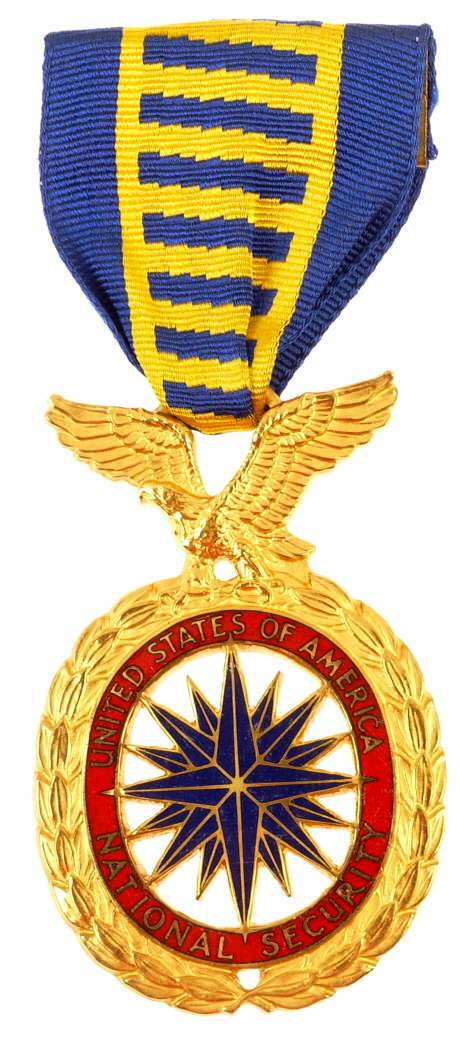
Die National Security Medal

Die National Security Medal („Nationale Sicherheitsmedaille“) ist eine Auszeichnung der Vereinigten Staaten von Amerika (USA), die an Personen verliehen werden kann, die sich um die nationale Sicherheit der USA in herausragender Weise verdient gemacht haben.

## Geschichte
Der 33. Präsident der Vereinigten Staaten, Harry S. Truman (1884–1972), erließ am 19. Januar 1953 die Executive Order 10431 und stiftete damit die National Security Medal, die „jeder Person ohne Rücksicht auf die Nationalität, einschließlich Mitgliedern der Streitkräfte der Vereinigten Staaten, für herausragende Leistungen oder herausragende Verdienste am oder nach dem 26. Juli 1947 im Bereich der Nachrichtendienste im Zusammenhang mit der nationalen Sicherheit verliehen werden kann.“
Zu den damit ausgezeichneten Persönlichkeiten gehören:
- Ann Caracristi (1921–2016), stellvertretende Direktorin der NSA
- Allen Dulles (1893–1969), Direktor der CIA
- William Friedman (1891–1969), Kryptoanalytiker
- Robert Gates (* 1943), Direktor der CIA und Verteidigungsminister
- J. Edgar Hoover (1895–1972), Direktor des FBI
- Mike Pompeo (* 1963), Außenminister
- Frank Rowlett (1908–1998), Kryptoanalytiker

Im Jahr 2007 wurde das National Intelligence Awards (NIA) Program geschaffen, dessen Zweck es ist, Auszeichnungen auf dem Gebiet der nationalen Sicherheit der USA neu zu regeln.
Am 24. Dezember 2020 verlieh der 45. Präsident der USA, Donald Trump, die National Security Medal unter anderem an den damaligen Außenminister Mike Pompeo.